# Tres pisos

La silueta d'un corb es dibuixa contra una de les finestres de l'edifici al cartell francès de la pel·lícula.

Tres pisos (també coneguda com a Tre piani) és una pel·lícula dramàtica italiana del 2021 coproduïda, coescrita i dirigida per Nanni Moretti. Està basat en la novel·la Shalosh Qomot del 2017 de l'escriptor israelià Eshkol Nevo, traslladant l'escenari de Tel-Aviv a Roma, cosa que representa la primera adaptació de Moretti de l'obra d'un altre artista. La cinta és un relat sobre els membres de tres famílies que viuen en tres apartaments d'un mateix condomini burgès. S'ha doblat i subtitulat al català amb la distribució de Vértigo Films.
És protagonitzada per Margherita Buy, Riccardo Scamarcio, Alba Rohrwacher, Adriano Giannini, Elena Lietti, Alessandro Sperduti, Denise Tantucci i el mateix Moretti. Es va projectar per primer cop al 74è Festival de Canes l'11 de juliol de 2021, i es va estrenar als cinemes italians el 23 de setembre de 2021.

## Repartiment
- Margherita Buy com a Dora, la dona d'en Vittorio
- Nanni Moretti com a Vittorio, el marit de la Dora
- Alessandro Sperduti com el fill d'Andrea, Dora i Vittorio
- Riccardo Scamarcio com a Lucio, el marit de la Sara
- Elena Lietti com a Sara, la dona d'en Lucio
- Alba Rohrwacher com a Monica, la dona d'en Giorgio
- Adriano Giannini com a Giorgio, el marit de la Monica
- Denise Tantucci com a Charlotte
- Anna Bonaiuto com a Giovanna, la dona d'en Renato
- Paolo Graziosi com a Renato, el marit de la Giovanna
- Stefano Dionisi com a Roberto
- Tommaso Ragno com a Luigi

## Producció
El rodatge va començar el 4 de març de 2019 a Roma i es va allargar fins al maig.

## Rebuda
Tres pisos es va estrenar al Festival de Canes 2021, on va rebre una gran ovació d'onze minuts. La pel·lícula es va projectar com a presentació especial al Festival Internacional de Cinema de Toronto del 2021.